# 伟光乡
伟光乡，是中华人民共和国黑龙江省鸡西市虎林市下辖的一个乡镇级行政单位。

## 行政区划
伟光乡下辖以下地区：
太平村、胜利村、伟光村、吉庆村、吉安村、德福村、永胜村和幸福村。